# La Hoguera Bárbara
La Hoguera Bárbara es el nombre con el que se conoce al conjunto del magnicidio del expresidente de la República del Ecuador José Eloy Alfaro Delgado y el asesinato de un grupo de militares y funcionarios leales al mandatario como Luciano Coral Morillo, ocurridos en la ciudad de Quito el domingo 28 de enero de 1912 a causa de un linchamiento. El término fue implementado por primera vez como el título de la biografía de Alfaro que el escritor e historiador Alfredo Pareja escribió en 1943.
Además del expresidente Alfaro, fueron asesinados varios de sus hombres de confianza, entre ellos su hermano Medardo Alfaro, su sobrino Flavio Alfaro, el general Ulpiano Páez y el coronel Luciano Coral. Como antesala de los hechos ocurridos en Quito, en la ciudad de Guayaquil, tres días antes, había sido asesinado, de manera parecida, el general Pedro J. Montero.

## Antecedentes

### Gobiernos de Alfaro
A través de golpes de Estado, Eloy Alfaro ocupó el gobierno en dos ocasiones: en los periodos 1895-1901 y 1906-1911. Gobernó con una ideología política de corte liberal, con decretos poco populares para las clases mayoritariamente conservadoras, y lideró un proceso de transformación política que incluyó la libertad de culto, la participación de la mujer en la función pública y el sufragio, la gratuidad de la educación y la eliminación de impuestos que pagaban los indígenas.

### Oposición de la iglesia católica
Durante el gobierno de Alfaro se redactó una Constitución de corte laicista, que ocasionó la expropiación de tierras a la Iglesia católica y la llegada de la Iglesia evangélica al Ecuador. Estas medidas liberales atentaron contra el clero católico, lo que causó, por parte suya, una oposición política que se predicaba desde el púlpito y que calificó a los liberales como impíos, masones y anticristos. Esta oposición llegó a ser tan severa que su llegada a Quito en 1895 produjo en la población una fuerte histeria colectiva.

### Oposición de la prensa
Durante los años que gobernó Alfaro, la prensa constituía el medio de difusión de ideologías. Los periodistas eran escritores y políticos, por lo que los diarios de circulación hacían duras críticas a los Alfaro. En los titulares de diarios como El Comercio, El Telégrafo e incluso de prensa de otras facciones liberales, se indicaba que Alfaro debería ser ejecutado. El 20 de febrero de 1912, Olmedo Alfaro, hijo de Eloy, acusó desde Panamá a Carlos Freile Zaldumbide, Leónidas Plaza y a cuatro periódicos de haber difamado para arengar a la opinión pública y promover el asesinato de su padre.

## Eventos

### Sucesos de 1911
A mediados de 1911 en todo el país, y principalmente en Quito, se incentivó y generó una oposición antialfarista que culminó con un golpe de Estado el 11 de agosto de ese año, que obligó a Eloy Alfaro a dimitir de la presidencia. Alfaro buscó refugio en la legación de Chile y posteriormente pidió asilo político a Panamá. Según relatos de Cristóbal de Gangotena, un testigo contemporáneo que dejó una crónica de los hechos ocurridos desde su punto de vista, la vida del expresidente estuvo en riesgo durante el levantamiento militar y fue rescatado por los cónsules de Brasil y Chile. El cónsul brasileño, de apellido Eastman, logró negociar un acuerdo por el que Eloy Alfaro obtuvo un salvoconducto con el que logró salir ileso del cuartel donde estaba atrincherado.
Parte de las negociaciones era el compromiso de salir del país durante el lapso de un año. Durante ese tiempo el «Viejo luchador» perdió el apoyo que mantenía en el Congreso, donde los diputados, en su mayoría constitucionalistas, proclamaban discursos en contra de los métodos liberales usados en la anterior administración, lo que llevó a plantear incluso la colocación de una placa difamatoria contra el alfarismo en el Palacio de Carondelet y a pedir su extradición, para juzgarlo en el Ecuador, mientras los partidarios del antiguo régimen sufrían persecución política y civil. En medio de este ambiente antiliberal el populacho enfurecido linchó al coronel Quiroga.
En este vacío de poder asumió la presidencia Emilio Estrada Carmona; sin embargo, y debido a sus problemas de salud, falleció luego de tres meses de ejercer el cargo. El Congreso, de mayoría conservadora y afín a Leónidas Plaza Gutiérrez, eligió a su presidente, Carlos Freile Zaldumbide, para que se encargara del gobierno. Freile, quien fue uno de los últimos ministros de hacienda de Alfaro, no recibió el apoyo del ala más radical del liberalismo. Por su lado, los alfaristas esmeraldeños eligieron a Flavio Alfaro como jefe supremo de Esmeraldas, a la vez que el general Pedro Jacinto Montero, fiel seguidor de Alfaro y jefe militar de Guayaquil, se proclamó por su parte jefe supremo del Guayas.
El jefe del ejército, el general Leónidas Plaza Gutiérrez, en nombre del gobierno, se dirigió a Guayaquil con sus tropas para combatir el levantamiento de Montero, que había recibido el apoyo de Flavio Alfaro y del propio Eloy Alfaro, quien en medio de esta guerra civil regresó de Panamá, ante el pedido de Montero para actuar como mediador y pacificador entre sus partidarios y el gobierno, y evitar mayores problemas para el radicalismo y aún la mismísima desaparición del partido.
Durante esta corta guerra civil, los ejércitos liberales fueron derrotados en las batallas de Huigra, Naranjito y Yaguachi, con un saldo aproximado de mil bajas. El jefe supremo de Guayaquil, el general Pedro Montero, se vio obligado a firmar la rendición con un acuerdo que garantizaba la absolución para Alfaro y sus compañeros. Ante la inminente derrota del liberalismo, El Viejo Luchador firmó la capitulación, que fue mediada por los cónsules de Brasil y Chile en Guayaquil. Contemplaba la rendición de las fuerzas liberales, amnistía a Montero y los partícipes del 28 de diciembre y el exilio voluntario de Alfaro, en un vapor asignado por el gobierno. La capitulación no contemplaba represalias.
Sin embargo, la capitulación no fue respetada; los conservadores argumentaron que Alfaro tampoco había respetado su anterior compromiso firmado en 1911 y el general Leónidas Plaza, jefe de las fuerzas del gobierno, ordenó la detención de Eloy Alfaro, Flavio Alfaro, Pedro J. Montero y Ulpiano Páez. Además de ellos, se aprehendió a personas que nada tuvieron que ver con los hechos anteriores, por el hecho de predicar la ideología liberal, como Medardo Alfaro, el periodista Luciano Coral, director del periódico liberal El Tiempo, y Manuel Serrano Renda.

### Asesinato de Pedro J. Montero
Luego de la eminente derrota del ejército alfarista, el general Pedro J. Montero firmó la capitulación en la breve guerra civil que se originó ante el descontento de los grupos liberales con la ascensión a la presidencia de Carlos Freile Zaldumbide.
El general Montero y los Alfaro fueron llevados al juzgado en la ciudad de Guayaquil, donde fue condenado por traición, bajo el pretexto de estar sujeto a la jurisdicción militar, debido a que la pena de muerte había sido derogada. La sentencia condenatoria fue de dieciséis años de prisión; sin embargo, no llegaría a salir del juzgado. Ese mismo día, y ante la presencia del resto de sus compañeros de batalla, un militar le disparó en la frente y desde una ventana del segundo piso lo arrojó a la calle. Como en un anticipo macabro de lo que vino, el pueblo arrastró el cadáver por las calles de Guayaquil y lo incineró de manera infrahumana en una plaza.
Ese día el general vestía pantalón y zapatos negros, saco plomo, chaleco de rayas negras, corbata azul claro y llevaba un sombrero manabita. Durante el juicio, declaró no poseer religión alguna, lo que tal vez encendió la ira de la muchedumbre. Fue asesinado por su custodio, el sargento Alipio Sotomayor, tras un breve cruce de palabras, en donde Montero exclamó «¿Quieren mi vida?, se las daré mañana», ante lo cual Sotomayor respondió: «No, ¡Ahora mismo!» El cuerpo sin vida fue golpeado, atravesado por bayonetas y tirado desde el segundo piso. A la madrugada siguiente, el cadáver fue arrastrado por la calle Aguirre hasta Pedro Carbo, donde fue decapitado y mutilado; su corazón fue extirpado para ser exhibido como trofeo de guerra, y, con queroseno obtenido del almacén «La Bola de Oro», encendido durante una hora hasta que su viuda Teresa Guzmán pidió misericordia.

### Asesinatos de Eloy Alfaro y su plana mayor

#### En el penal García Moreno
Con la agenda cuidadosamente planeada, primero entraron a Quito los soldados placistas con sus muertos y heridos, y luego del mediodía entraron los generales libertarios. Desde aquel día es controvertido dar una respuesta sobre quiénes fueron los responsables materiales e intelectuales del asesinato de Alfaro y sus tenientes.
Luego de la masacre del general Montero, el presidente Freile ordenó que los prisioneros sobrevivientes fueran trasladados hasta la capital ecuatoriana. Plaza aparece como contrario a esta disposición, pero el historiador Roberto Andrade Rodríguez lo acusa de haber influenciado sobre esta decisión y planeado el asesinato de los jefes del radicalismo, que finalmente ocurrió en la capital, el 28 de enero de 1912, en el penal García Moreno. Como una ironía histórica, el general Alfaro fue llevado a Quito en el mismo Ferrocarril Transandino que él construyó durante su gobierno. La historia oficial atribuye el asesinato a la plebe. El historiador Roberto Andrade, contemporáneo de Alfaro, acusa a Leónidas Plaza; otros investigadores lo liberan de tal acusación. Pero nadie niega que fue un crimen político instigado desde varios sectores.
Aunque en el penal García Moreno se estimaba que en 1919 existían seiscientos soldados armados, repartidos entre los Regimiento N.º 4, los batallones «Quito» y «82», y secciones de policía, el día del linchamiento el orden y la protección a la prisión fue nulo.
Los generales detenidos entraron en Quito, algunos a caballo y otros marchaban a pie; fueron dirigidos por el coronel Alejandro Sierra y sus soldados del batallón Marañón. A pesar de que era un secreto a voces que se tramaba un linchamiento, Sierra paseó al general Alfaro en un automóvil blanco desde el sector de Chillogallo, en la entrada sur de Quito hasta el penal; se dirigieron por las calles más concurridas, donde la gente pudo verlo e insultarlo. Según el relato de Cristóbal de Gangontena, el auto fue conducido por un chófer francés de nombre Habert, contra quien también recayeron los insultos de la gente. Gangontena cree que durante el traslado los incidentes provocaron un choque entre la guardia y el populacho con el resultado de varios heridos y un muerto. Una vez que los militares llegaron a la cárcel hicieron entrega de los presos a las autoridades de la penitenciaría, donde fueron encarcelados en la sección E. Pero no hubo tiempo ni siquiera de asegurar las celdas, pues la gente ya había empezado el ataque a los reos políticos.

#### Linchamiento
Según los resultados de las investigaciones del fiscal Pío Jaramillo Alvarado en 1919, era poco después del mediodía cuando la muchedumbre, calculada en aproximadamente cuatro mil personas, rodeó el penal para asaltarlo. Según estableció el fiscal, los militares no opusieron resistencia; más bien llamaron a la multitud para armarlos y entregarles elementos para que continuaran con el ataque. Solo la guardia interna del penal resistió; aseguró las puertas con lo que tenían a mano, pero estas fueron rápidamente destruidas. Los manifestantes armados dispararon hacia el penal y en ningún caso existieron disparos desde el interior en respuesta al ataque. Según pudo establecer Gangotena en una visita pocos días después de ocurridos los hechos, los asesinos forzaron a tiros una ventana y una puerta de madera que había sido asegurada sin éxito con unos adobes, mientras que no pudieron romper la puerta principal. Quienes entraron abrieron luego la puerta principal y supieron rápidamente dónde estaban los presos, pues sin demora se dirigieron hacia ellos, encontrando a los generales vencidos en sus celdas aún abiertas.
El general Alfaro, de 70 años de edad al momento de ser aprehendido, le dijo al director del penal, Rubén Estrada, que se sentía ahogado y pidió poder sentase en un cajón, ya que su celda carecía de muebles. El director declaró que había dispuesto que le otorgasen una silla. Un grupo precedido por prostitutas, matarifes y cocheros procedieron a la barbarie; armados con fusiles, pistolas y garrotes, ingresaron con facilidad en las celdas donde se había conducido al expresidente y sus tenientes. Las puertas de las celdas estaban abiertas, pues, según declararon los empleados del presidio, no tuvieron tiempo de asegurarlas con candados, salvo en el caso de la celda de Flavio Alfaro.
Cuando Alfaro escuchó el ruido de la manifestación de la multitud, se puso de pie y se asomó a la puerta, en un intento de imponer silencio. Un individuo conocido por trabajar de cochero, de nombre José Cevallos, quien al parecer fue un sicario contratado por el ministro de gobierno Octavio Díaz, entró directamente a la celda con el objetivo de matarlo. Según Gangotena, el general sostenía entre sus manos una botella de coñac que alcanzó a lanzar contra el asesino. El general Adolfo Sandoval fue testigo y más tarde declaró en el proceso que Cevallos había entrado a la celda, golpeado al expresidente y a continuación disparado dos veces, un tiro en la cara y otro en el ojo; dentro de la celda quedó un charco de sangre y la botella de coñac rota. La empleada del penal Carmen Sandoval relató al fiscal haber visto lo siguiente:

Ví subir por la escalera de ese altillo a un joven de leva y dos muchachos, armados con rifles, y dirigiéndose a las celdillas en que estaban los Generales Eloy Alfaro y Ulpiano Páez, los victimaron, y sacando arrastrado el cadáver del General Alfaro, lo metieron por las barandas del pasamano de fierro de aquella Serie y lo botaron hacia abajo al empedrado. Vi que el cadáver del General Páez, lo arrastraron y le daban con piedras, sin haber podido conocer a ninguna persona que estos hechos bárbaros cometían. Luego el General Flavio Alfaro, se encontraba solo en su celdilla, era el único que no había sido muerto, cuando vi que se regresaba el cochero Cevallos, de cerca de la puerta principal, y decía “falta un bandido”, y subiendo la escalera, en compañía del zapatero Montenegro y N. Vaca, cochero de la señora Isabel Palacios y unas seis mujeres del pueblo que les seguían, fueron en busca del señor General Flavio Alfaro y dando con él, así mismo lo victimaron. Cevallos estaba armado con un rifle, el zapatero Montenegro con pistola y el zapatero Vaca con un cuchillo que lo tenía a la mano, con el que le punzaba al referido General cuando lo sacaban arrastrando de la celdilla; constándome además que el indicado General aún no moría. Todos los cadáveres sacó la gente arrastrándolos, para la ciudad; y como repito, como el populacho era numeroso y había una fuerte confusión, no se distinguía a las personas. El preso criminal A. Flores, que ya cumplió su condena y salió en libertad, me refirió que él también había visto que el cochero Cevallos mató al General Flavio E. Alfaro. Lo que dejó relacionado, observamos desde la Bomba, yo, la viuda del Comandante Estrada, la señora Rosa Sierra y la señora Dolores Jara.

El relato de Gangotena continúa con Ulpiano Páez, quien había escondido un revólver dentro de su bota, el cual usó en su defensa y logró abatir a uno de los atacantes, pero ante el multitudinario atentado recibió un tiro en el rostro que le quitó la vida instantáneamente. Finalmente encontraron a Flavio Alfaro, quien pudo esquivar durante varios minutos los disparos que venían desde del exterior de la celda, debido a que era el único que tenía su puerta cerrada, pero fue alcanzado por tiros de rifle. Los asesinos confundieron a un preso común con uno de los políticos liberales y lo liquidaron a balazos.

#### Epílogo

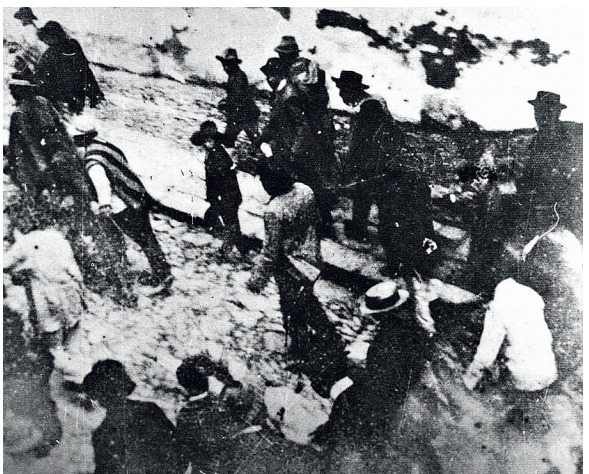
Los restos mortales del expresidente mientras era arrastrado por las calles de Quito

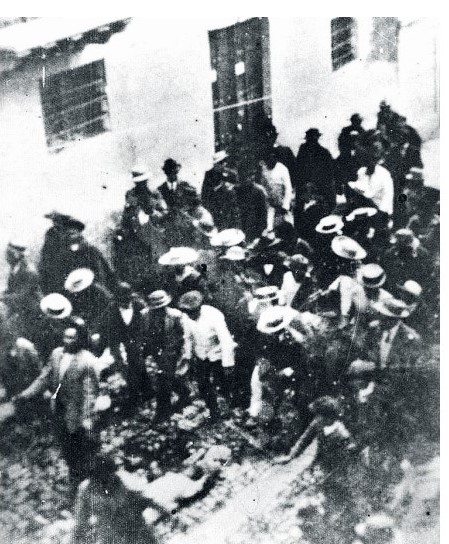
El cuerpo de Eloy Alfaro mientras era arrastrado al mediodía por las calles de Quito

Según la versión de Andrade, tras los asesinatos, un individuo de apellido Pesantes reunió al pueblo y abrió las puertas, entregó los cadáveres y ordenó que se los arrastrase y quemase. Según estableció el fiscal Pío Jaramillo Alvarado en 1919 después de su investigación de estos asesinatos, un grupo de artesanos, cocheros y prostitutas, José Cevallos, José Emilio Suárez, Alejandro Salvador Martínez, Julio Vaca Montaño, María Mónica Constante, Emilia Laso y Silverio Segura, fueron los líderes principales del grupo de asesinos que ingresó por la fuerza al penal de Quito, organizó el linchamiento y la posterior inmolación de los cadáveres. Pese a lo escrito por José María Vargas Vila, en su libro La muerte del Cóndor, no participaron en el crimen indígenas ni personas venidas de otras ciudades, pues casi todos eran personas conocidas como artesanos, cocheros y prostitutas de Quito. Sobre Cevallos, el fiscal no pudo concretar su relación con el ministro de Gobierno, Octavio Díaz, para quien al parecer trabajaba y estuvo pocos minutos antes de sumarse a la turba y liderar el asesinato de Alfaro. Esta versión fue negada siempre por Díaz.
La turba amarró los cadáveres desnudos de pies y manos para luego ser arrastrados. Un abogado le cortó la lengua al cadáver del coronel Luciano Coral y la llevaba en la punta de su bastón mostrándola a la gente. Mujeres como María Mónica Constante, apodada La Chimborazo, y Emilia Laso encabezaron la carnicería; ellas mismas arrastraron los restos de los generales asesinados a través de toda la ciudad, desde el penal García Moreno en el centro hacia la periferia, a un terreno desolado en el norte de Quito conocido como El Ejido (actualmente es un parque de la ciudad). Los cadáveres de El Viejo Luchador Eloy Alfaro y Ulpiano Páez fueron arrastrados por las calles Rocafuerte, Venezuela y Guayaquil, pasaron por las plazas de Santo Domingo y La Independencia, para luego converger hacia El Ejido. Una vez ahí, se encendieron por lo menos cinco hogueras para quemar los restos, ya muy deteriorados por el arrastre a lo largo de muchas cuadras sobre calles pavimentadas de piedra.
Desde el tejado de una casa en la Plaza de Santo Domingo, Gangotena pudo ver el linchamiento y declaró que los asesinos armados le obligaron, a punta de pistola, a aplaudir el sádico espectáculo que presenciaba. La versión del arzobispo de Quito, Federico González Suárez, fue que la Iglesia católica no participó en la masacre. Aunque la turba gritaba «viva el pueblo católico», la Iglesia católica no participó en la masacre, relató días después el prelado.

En los momentos en que los cadáveres de los Generales Eloy Alfaro y Ulpiano Páez, eran arrastrados por la Plaza de la Independencia, un grupo del pueblo penetró al Palacio Arzobispal y se dirigió decididamente a los departamentos ocupados por el I. y Rvmo. señor Arzobispo. Al oír el ruido, salió de su cuarto Monseñor González Suárez y adelantándose a los del grupo, les preguntó qué querían. A lo que le contestaron: Dénos su Señoría Ilustrísima el permiso para repicar las campanas de la Catedral, porque el señor Sacristán Mayor (entonces el Presbítero señor José Miguel Meneses) no quiere permitirnos. Y ¿por qué quieren ustedes repicar las campanas de la Catedral?, replicó el I. señor Arzobispo. Porque, contestaron, debemos alegrarnos de que hayan desaparecido los que tanto perseguían a la Iglesia. La Iglesia no puede aplaudir esta conducta, y así ustedes deben retirarse de aquí y les prevengo que no han de poner un dedo en las campanas de ninguna iglesia, concluyó el Prelado. No hubo, pues, repiques de campana en las iglesias católicas, como pretendieron algunos exaltados.

Se supo que el gobierno dio la orden de no reprimir ni intervenir, tanto a los mandos militares como a la policía que se encontraban presentes, y estos no intervinieron hasta cuando la turba iracunda dejó abandonada la hoguera. En cuanto al intendente de policía de Quito, este declaró en el proceso que fue el propio Freile quien le dio la orden de no impedir los desmanes, por lo que renunció inmediatamente después.
Gangotena relata que la turba arrastró los cuerpos por toda la plaza de la Independencia y luego bajó hacia San Agustín, hacia donde vivía Carlos Freile Zaldumbide, en cuya casa intentaron ingresar para dejar los cadáveres, cosa que impidió la guardia presente. Freile declaró que estaba enfermo y en cama, por lo que se excusó de salir a ver la barbarie.
Gangotena describe que, cerca de las 16:30 (hora de Ecuador), fue a ver los hechos ocurrido en las hogueras del sector de El Ejido, con lo cual confirmó que no hubo una sola hoguera sino por lo menos cinco, alineadas de este a oeste en el descampado y que solo la que contenía los despojos de Eloy Alfaro y Luciano Coral, había destruido mayormente los restos. Debido a que usaron poco combustible, la chusma dejó a medio quemar y reconocibles los restos del general Ulpiano Páez, así como los de Medardo y Flavio Alfaro, en cuyos cadáveres mutilados era posible todavía ver las vísceras. Se podían ver también, precisa el testigo, los restos de las cuerdas que los asesinos amarraron en los tobillos de las víctimas, incluso algunos niños jugaban con los muertos, picándolos con palos. Sobre los restos del cadáver del expresidente Eloy Alfaro, precisa:

Había ahí, a las 4 y media que llegué, cuatro (luego destaca que son cinco) piras ardiendo. En el número 1 estaban Eloy Alfaro y Luciano Coral. En el 2 el general Manuel Serrano, en el 3 el general Ulpiano Páez, en el 4, Flavio y Medardo Alfaro, en el 5 había sido puesto Medardo, pero como se apagaba, habían trasladado el cadáver a la hoguera en la que estaba Flavio. A la hora en que yo vi este terrible espectáculo, el fuego estaba ya casi apagado. No había llamas, sino apenas brazas de candela, los cuerpos medio carbonizados con la propia grasa entretenían al fuego expirante, lo que producía mucho humo, de un olor nauseabundo [...] en la primera el que estaba más consumido por el fuego era don Eloy Alfaro, Coral también estaba irreconocible, los dos tenían carbonizadas las cabezas y el flanco del cuerpo y los muslos, don Eloy tenía una canilla enteramente carbonizada, los pies y las manos de los dos, contraídas horriblemente, estaban casi intactas. Esta hoguera parece ser la que más combustible tuvo, y por ende, la que más destruyó los cadáveres.

Al terminar el linchamiento, y como si nada malo hubiera ocurrido, una banda de música ofreció una retreta frente al Palacio de Carondelet. Los diarios de la época apenas reportaron el hecho con pequeñas notas. Al término de su relato, Gangotena concluye la narración de los hechos ocurridos y estableció que el sentir de la opinión pública fue de condena hacia las atrocidades cometidas, pero se justificaban los asesinatos. También indica que solo a balazos hacia los integrantes de la turba el gobierno podría haber recuperado los cuerpos e impedido la barbarie, pero estima que es poco probable que el ejército hubiera cumplido la orden de disparar. Reprocha también al coronel Sierra su absoluta inacción frente a lo que ocurría y el accionar de la prensa con diarios políticos, que representaban a Leónidas Plaza y Julio Andrade.
Días después, durante las investigaciones, el fiscal Jaramillo cuestionó fuertemente la acción del ejército, que al parecer facilitó el asalto al penal y dio armas a los asesinos como Cevallos y otros. Todo esto al parecer porque el ejército había derrocado al presidente Alfaro pocos meses antes y no quería su regreso.
Enrique Ayala Mora, autor del libro Moderna Historia del Ecuador, señala según su opinión: «No hay elementos suficientes para acusar a Plaza, pero es en cambio incuestionable que fueron los placistas junto con los conservadores y clérigos los que azuzaron a la multitud enloquecida». José María Vargas Vila atribuyó el crimen tanto a los conservadores como a Carlos R. Tobar, quien había declarado, años antes de la tragedia, que a Alfaro había que quemarlo como a un hereje por su afán de quedarse con el poder.
Junto con Eloy Alfaro, murieron (aunque no todos en el mismo día ni en el mismo lugar) Manuel Serrano, Flavio Alfaro, Ulpiano Páez, Luciano Coral, Pedro J. Montero, Medardo Alfaro, Belisario Torres y Luis Quirola. A partir de ese día, se inició en el país la persecución de los alfaristas; hasta 1916, cuando ya gobernaba Leónidas Plaza Gutiérrez, se registraron alrededor de 8000 muertos debido a una guerra civil que se desató en la provincia de Esmeraldas.

## Legado
En 1943 el escritor e historiador Alfredo Pareja Díez-Canseco escribió el libro biográfico sobre Eloy Alfaro titulado «La Hoguera Bárbara», de donde se surge el término con el que se conoce al asesinato de Eloy Alfaro y su plana mayor, considerado uno de los hechos más vergonzosos de la historia del Ecuador.
Debido al evento extraordinario ocurrido dentro de la cárcel, su acta de defunción señalaba: que Alfaro falleció «a consecuencia de haberlo asesinado el pueblo de Quito».[cita requerida] Y nunca se realizó un oficio de excarcelación, por lo que su nombre se mantuvo durante 102 años en la lista de reos, el día en que se realizó la ceremonia de excarcelación se cerró el penal García Moreno por siempre.
En Ecuador existe un proverbio popular cuando alguien comete un hecho repudiable o vergonzoso que merece un severo reproche, se suele decir: «te van a arrastrar como a Alfaro».
La hoguera bárbara inmortalizó la ideología liberal en Ecuador, la cual ha sido usada por varios grupos políticos de ideología izquierdista y socialista.